# Anna Charlotte Wutzky
Anna Charlotte Wutzky (* 14. November 1890 in Berlin; † 18. April 1952) war eine deutsche Schriftstellerin, literarische Übersetzerin und Kulturmanagerin.

## Leben und Werk
Nach einem Musikstudium war Anna Charlotte Wutzky kurzzeitig als Konzertmusikerin tätig. Daraufhin wirkte sie als Bibliothekarin.
Seit 1924 schrieb sie literarische Werke über Musiker und Musikwerke. Sie zeigte dabei ein besonderes Einfühlungsvermögen in unterschiedliche Musikertemperamente. Gleichzeitig wirkte sie als Beauftragte für deutsch-ukrainische Kulturbeziehungen. Sie trat auch als Herausgeberin von Ukrainischen Volksliedern sowie von Märchen und Lyrik in Erscheinung.
Wutzky übersetzte eine Reihe Werke ukrainischer Schriftsteller unter anderem von Mychajlo Kozjubynskyj, Wassyl Stefanyk, Tymotei Borduliak, Olha Kobyljanska, Lessja Ukrajinka („Waldlied“), Pantelejmon Kulisch, Iwan Franko („Moses“), Bohdan Lepkyj, sowie Gedichte von Taras Schewtschenko ins Deutsche, von denen nur ein Teil veröffentlicht wurde.

## Werke von Anna Charlotte Wutzky
- Cherubin. Musikalische Novellen. (1928).
- Freischützroman. (1934).
- Das war eine köstliche Zeit (Lortzingroman).
- Pepita, die spanische Tänzerin. Roman aus dem alten Berlin. (1936).
- Der Wanderer. Schubertroman. (1938).
- Grillparzer und die Musik. (1940).
- Ein Volkslied: An Martha Maria Marghitta Quinta. (1945).